# 塩基性岩

化学組成による火山岩の分類

塩基性岩（えんきせいがん、英: basic rock）とは、SiO2含有量（重量%）が45-52 %の岩石。この「塩基性」という語は、化学で用いられるのとは意味が異なる。
苦鉄質鉱物（マフィック鉱物）と珪長質鉱物（フェルシック鉱物）の量比から定義された苦鉄質岩（マフィック岩）とほぼ同じ意味で用いられることも多いが、定義が異なる。

## 主な塩基性岩

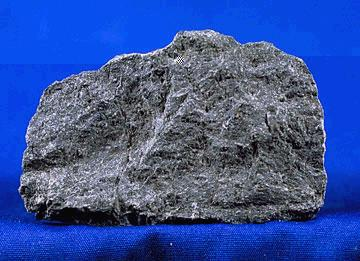
玄武岩
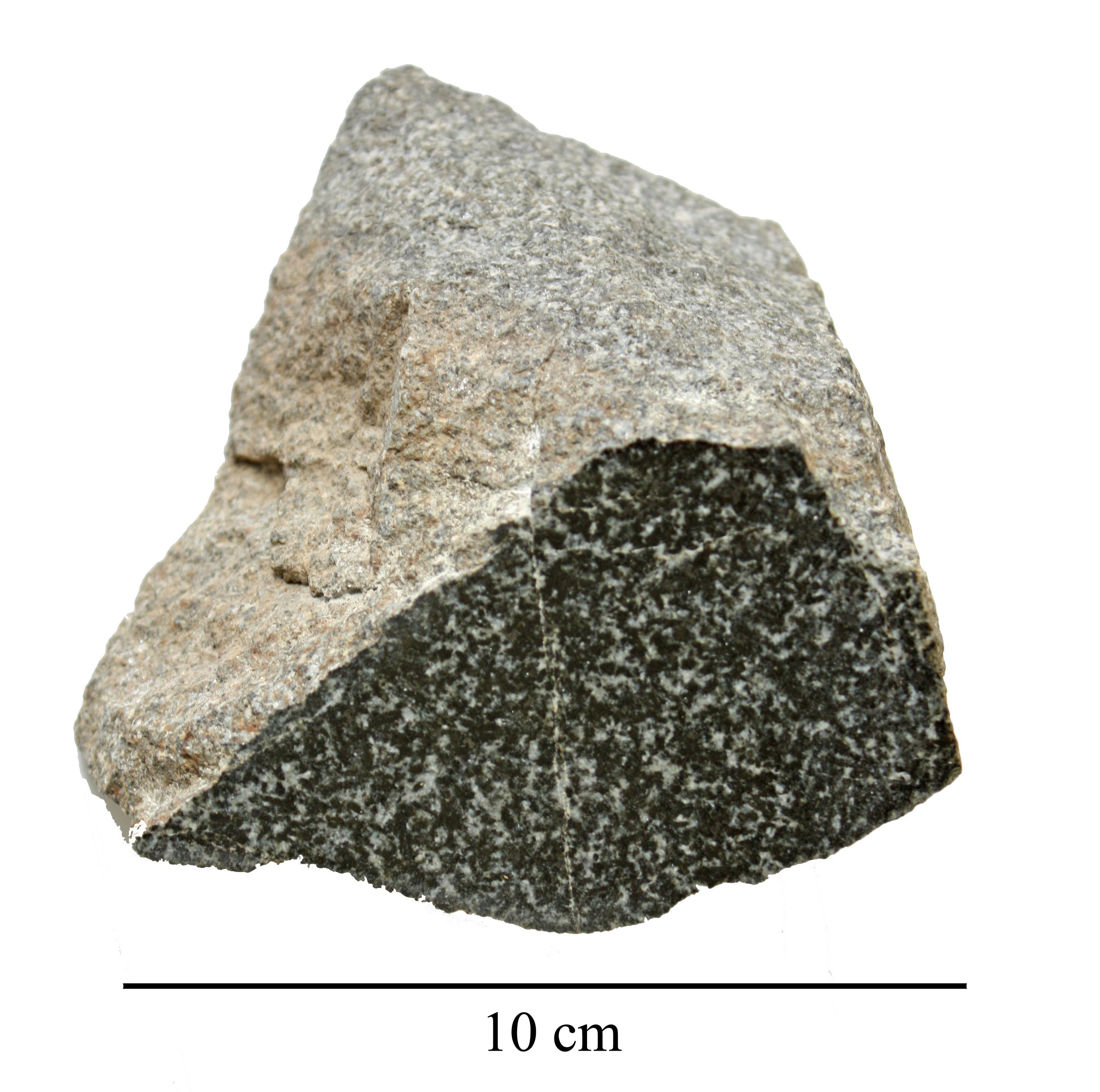
輝緑岩
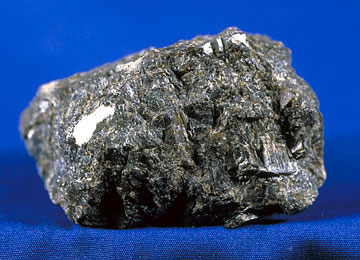
斑れい岩